# Pão cheio
El pão cheio ('pan relleno') es una comida típica de algunos lugares del estado de Minas Gerais, Brasil, fruto de la inmigración italiana. Consiste en una masa de harina de trigo, leche, levadura, sal, azúcar, aceite y muchos huevos, y se rellena con salchichas de linguiça, queso y cebolla. Se come a la hora del almuerzo o en cualquier otro momento del día. En Santa Rita do Sapucaí se celebra el Festival do Pão Cheio desde 2018.